# Instituto Grande Sertão
O Instituto Grande Sertão é uma organização não-governamental sem fins lucrativos que visa a conservação e preservação do meio ambiente. Com esta finalidade, realiza ações e projetos que promovem o desenvolvimento sustentável, a cidadania e a educação ambiental, de maneira a provocar mudanças na visão crítica e no comportamento da sociedade e mobilizá-la na busca efetiva de transformações.

## História
Fundado em 1999, no Dia Mundial do Meio Ambiente, o Instituto Grande Sertão é o resultado da experiência e do conhecimento adquiridos pelos membros do Espeleogrupo Peter Lund e do Clube Excursionista de Montes Claros durante mais de 10 anos de atividades e estudos. Atualmente, é membro dos principais conselhos e fóruns de discussão do Norte de Minas Gerais em sua área de atuação, tais como CODEMA de Montes Claros, Conselho de Gestão da Bacia do Rio São Francisco, Conselho de Gestão da Bacia do Rio Verde Grande, regional do COPAM de Minas Gerais, COMPHAC de Montes Claros, Fórum de Desenvolvimento Regional, dentre outros.

## Atividades
Através de diversos projetos, desenvolve as comunidades onde atua ao mesmo tempo em que procura conservar suas riquezas naturais, históricas e culturais. Entre estes projetos destacam-se o Projeto meu Rio – cujos objetivos são melhorar a qualidade de vida da comunidade local e ajudá-la a reverter o quadro de degradação ambiental da microbacia do córrego João Moreira, no município de São João da Ponte –, o Projeto Catador Cidadão – que visa diminuir a quantidade de lixo que polui a natureza e melhorar a qualidade de vida dos catadores de materiais recicláveis de Montes Claros – e o ProTurismo – que tem por objetivo desenvolver o turismo fundamentando-se nos princípios da sustentabilidade.

## Parcerias
Possui o título de OSCIP – Organização da Sociedade Civil de Interesse Público, fornecido pelo Ministério da Justiça, que facilita parcerias e convênios com todos os níveis de governo e órgãos públicos (federal, estadual e municipal) e permite que doações realizadas por empresas possam ser descontadas no imposto de renda.
Para realizar suas atividades, o Instituto Grande Sertão estabelece parcerias com diversas instituições. Assim, mantém convênios com Ministério Público do Estado de Minas Gerais, o Instituto de Ciências Agrárias da UFMG, o IBAMA, a Secretaria Municipal de Meio Ambiente de Montes Claros, o curso de Turismo das Faculdades Pitágoras e outros.